# Fatma Sultan (dcera Murada V.)
Fatma Sultan (19. června 1879 – 23. listopadu 1930) byla osmanská princezna, dcera sultána Murada V. a jeho manželky Resan Hanimefendi.

## Mládí
Fatma Sultan se narodila v paláci Çırağan v době, kdy zde byla její rodina 3 roky vězněna. Byla čtvrtým dítětem a třetí dcerou svého otce a nejstarším dítětem své matky. Měla sestru Aliye Sultan, o rok mladší než ona. Byla také vnučkou sultána Abdulmecida I.
Podle Filizten Kalfy byla klidná, důstojná, vážná a slušná. Většinu svého života se věnovala hře na piano a čtením knih ve francouzštině.

## Manželství
V roce 1907 ji sultán Abdulhamid II. provdal za Karacehennemzade Refik Beye. Jako svou rezidenci získali palác Esmy Sultan.
Pár spolu měl čtyři děti; dvojčata Ayşe Hatice Hanımsultan a Sultanzade Mehmed Ali Beye (*20. ledna 1909), Sultanzade Mehmed Murad Bey (zemřel během prvního roku života) a Sultanzade Celaleddin Bey (*1916).
V březnu roku 1924 byl vydán rozkaz, aby se všichni členové dynastie vystěhovali z nově vzniklé Turecké republiky. Fatmě Sultan bylo povoleno zůstat v Istanbulu dokud se nezotaví. Její rodina se tak stala posledními členy dynastie, kteří měli opustit stát. V roce 1925 se rodina usadila v Sofii v Bulharsku.

## Smrt
Fatma Sultan zemřela ve věku 51 v listopadu 1930 v Sofii v Bulharsku, kde je i pohřbena. Její manžel ji přežil od 22 let, zemřel v roce 1952.

## Děti
Fatma Sultan a Refik Iris Bey společně měli čtyři děti:
- Ayşe Hatice Hanımsultan (20. ledna 1909 – 14. října 1968), nikdy se nevdala a neměla děti
- Sultanzade Mehmed Ali Bey (20. ledna 1909 – 1981), nikdy se neoženil a neměl děti
- Sultanzade Mehmed Murad Bey (srpen 1910 – leden 1911), pohřben na hřbitově Yahyi Efendiho
- Sultanzade Celaleddin Bey (23. dubna 1916 – 18. listopadu 1997), oženil se a měl děti, pohřben je Nové mešitě v Istanbulu